# Andile Jali
Andile Jali (Matatiele, 10 aprile 1990) è un calciatore sudafricano, centrocampista del Chippa United.